# Live in Midgård
Live in Midgård es el primer álbum oficial en vivo realizado por la banda de heavy metal sueca Therion. Este contiene dos CD en los que se grabaron canciones de los conciertos dados en Colombia, Alemania y Hungría en el tour mundial promocionando Secret of the Runes en otoño y en invierno del 2001. La versión de Este álbum fue hecho por Axel Jusseit y Thomas Ewerhard.

## Canciones

### CD 1
1. "Ginnungagap (Prologue)"
2. "Invocation of Naamah"
3. "Birth of Venus Illegitima"
4. "Enter Vril-Ya"
5. "Riders of Theli"
6. "Symphony of the Dead"
7. "A Black Rose (Covered With Tears, Blood And Ice)"
8. "The Return"
9. "Baal Reginon"
10. "Flesh of the Gods"
11. "Seawinds" (Accept cover)
12. "Swarzalbenheim"
13. "In the Desert of Set"

### CD 2
1. "The Wings of the Hydra"
2. "Asgård"
3. "Secret of the Runes (Epilogue)"
4. "The Rise of Sodom and Gomorrah"
5. "Summer Night City" (cover de ABBA )
6. "The Beauty in Black"
7. "Seven Secrets of the Sphinx"
8. "Wine of Aluqah"
9. "Raven of Dispersion"
10. "To Mega Therion"
11. "Cults of the Shadow"

## Créditos
- Christofer Johnsson - guitarra líder y guitarra rítmica, vocales principales
- Kristian Niemann - guitarras líder y rítmicas
- Johan Niemann - bajo
- Sami Karppinen - batería

### Invitados
- Sarah Jezebel Deva - soprano, vocales principales
- Maria Ottoson - soprano
- Johanna Mårlöv - alto
- Suvi Virtanen - Soprano
- Anders Engberg - tenor, vocales principales
- Petri Heino - barítono
- Risto Hämäläinen - barítono